# バトルキャッツ
『バトルキャッツ』は、2013年2月9日から毎週土曜日1:10 - 1:15、NHKワンセグ2にて放送されている短編の格闘アクションテレビドラマである。監督、木村好克。全10話。
NHK Eテレでも『青山ワンセグ開発』において2013年2月8日放送から4週、一部先行放送されている。

## キャスト
- 赤城レン - 武田梨奈：おたずね者の猫
- ミギ - 長野じゅりあ：賞金稼ぎの猫
- ユメ - 飛松陽菜：賞金稼ぎの猫
- ハム - 大島遥：賞金稼ぎの猫

## 製作・エピソード

### スタッフ
- プロデューサー - 岩崎正敬（アマゾンラテルナ）
- 制作著作 - NHK、アマゾンラテルナ
- 監督 - 木村好克

## サブタイトル
| 話数  | 放送日        | サブタイトル       |
| ----- | ------------- | ------------------ |
| 第1話 | 2013年2月9日  | 奪え!かつおぶし!   |
| 第2話 | 2013年2月16日 | 誘え!ネコじゃらし! |
| 第3話 | 2013年2月23日 | 踊れ!マタタビ!     |